# The Galloping Ghost (serial)

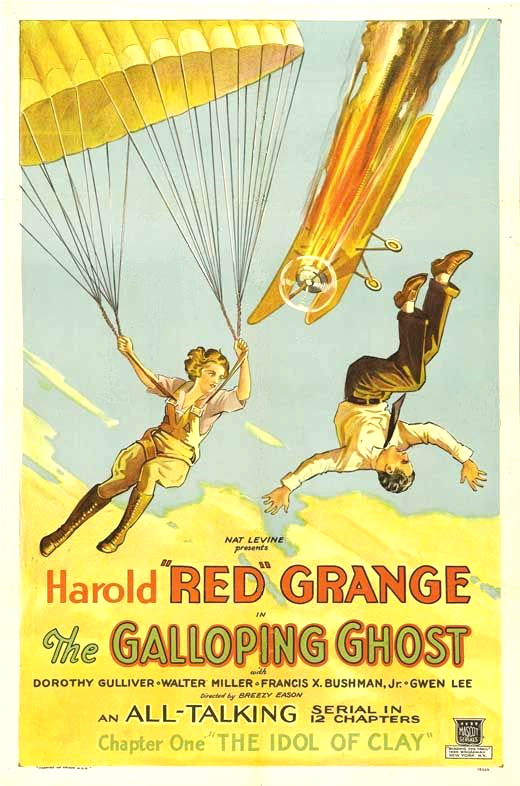
Affiche du premier épisode du serial.

Pour les articles homonymes, voir The Galloping Ghost.
The Galloping Ghost est un serial américain pré-Code réalisé par B. Reeves Eason et Benjamin H. Kline et sorti en 1931. Le titre vient du surnom du joueur vedette de football américain Red Grange.

## Synopsis
Red Grange est évincé de l'équipe de football du Clay College lorsque son ami, Buddy Courtland, accepte un pot-de-vin pour organiser le grand match, et que Red refuse brutalement. Red procède ensuite à une enquête et à la traque du chef du réseau de jeu responsable, une entreprise criminelle exploitée depuis les bureaux de la société Mogul. Red finit par l'innocenter, et lui et Buddy sont réintégrés dans l'équipe.

## Fiche technique
- Réalisation : B. Reeves Eason et Benjamin H. Kline
- Scénario : Ford Beebe, Wyndham Gittens, Helmer Walton Bergman
- Producteur : 	Nat Levine
- Photographie : Tom Galligan, Benjamin H. Kline, Ernest Miller
- Musique : Lee Zahler
- Distributeur : Mascot Pictures
- Durée : 12 chapitres (226 minutes au total)
- Date de sortie : 1er septembre 1931

## Titres des chapitres
1. The Idol of Clay
2. Port of Peril
3. The Master Mind
4. The House of Secrets
5. The Man Without a Face
6. The Torn $500 Bill
7. When the Lights Went Out
8. The Third Degree
9. Sign in the Sky
10. The Vulture's Lair
11. The Radio Patrol
12. The Ghost comes Back

Source:

## Distribution
- Harold 'Red' Grange : Red Grange, la vedette du collège
- Ralph Bushman : Buddy Courtland
- Dorothy Gulliver : Barbara Courtland
- Tom Dugan : Jerry
- Gwen Lee : Irene Courtland
- Theodore Lorch : Dr. Julian Blake
- Walter Miller : George Elton
- Edward Hearn : Coach Harlow
- Edward Peil Sr. : Coach of Baxter Team
- Stepin Fetchit : Snowball
- Wilfred Lucas : a Sportscaster
- Frank Brownlee : Tom, garage manager
- Ernie Adams : Brady, henchman
- Dick Dickinson : Mogul Taxi Clerk, henchman
- Tom London : Mullins, henchman
- Yakima Canutt : a henchman (non crédité)
- Lon Chaney Jr. : a henchman (non crédité)
- Fred Toones : a Football Fan (non crédité)